# THANATOS -IF I CAN'T BE YOURS-
「THANATOS -IF I CAN'T BE YOURS-」（タナトス・イフ アイ キャント ビー ユアーズ）は、映画『新世紀エヴァンゲリオン劇場版 Air/まごころを、君に』の主題歌である。1997年8月1日にスターチャイルドから発売されたLOREN & MASH/ARIANNEのシングル「THE END OF EVANGELION」（ジ・エンド・オブ・エヴァンゲリオン）が初出。

## 概要
1997年7月19日に公開された『新世紀エヴァンゲリオン劇場版 Air/まごころを、君に』 の劇中、第25話「Air」の最後で螺旋状にスクロールされるスタッフロールに合わせて流れる曲である。
本曲が収録されたシングルは、オリコンシングルチャート最高2位を記録した。これはエヴァ関連のシングルCDの中で最高記録である。なおアニメソングではなく洋楽として販売された。
作曲を手がけた鷺巣詩郎によると、発注されて制作した曲ではなく、「Komm, süsser Tod」の制作後、前述の劇場版へ向けて緊張感を保つため自主的に制作したものだったが、デモを聴いた庵野秀明監督が即決で主題歌に採用したという。
原曲は、本編用の劇伴として作曲された「THANATOS」の前半部で、これに英語の歌詞をつけたものである。また、「THANATOS」（タナトス）とは、ギリシア神話に登場する死を司る神のことで、テレビシリーズの第弐拾参話『涙』で印象的に使われ、死への衝動や涙を想起させる。
本作では、男女の哀切な別れを描いており、最後では"What am I, if I can't be yours"（あなたのものになれないなら、私には存在する価値もない）と歌われている。
2006年5月24日に「魂のルフラン」と両A面扱いでマキシシングルが発売された。カップリングに新たにリミックスされた「THANATOS -IF I CAN'T BE YOURS- “Nine Years After Mix”」が収録。2016年7月30日に発売された『ShiroSAGISU OUTTAKES FROM EVANGELION (VOL.1)』には「THANATOS -IF I CAN'T BE YOURS- “Nine Years After Mix”」をさらにリミックスした「E13 nineteen years after mix」が収録された。
ボーカルのLOREN（ロレーン、1974年7月8日 - ）は、イギリス・ロンドン出身の歌手である。本名はLorrain Briscoe（ロレーン・ブリスコ）。彼女はこの作品のボーカルを担当した後、鷺巣詩郎のアルバム『SHIRO'S SONGBOOK』シリーズ全作にボーカルとして参加したり、鷺巣が音楽担当をしたドラマ『今夜ひとりのベッドで』の挿入歌のボーカルを担当したりと、鷺巣詩郎の音楽活動に深く携わっている。LOREN個人でも『Up All Night』と『PHIX-UP!!』というアルバムをリリースしている。

## 収録曲

### 「THE END OF EVANGELION」
（全編曲：Shiro SAGISU）
1. THANATOS -IF I CAN'T BE YOURS- [4:48]
歌：LOREN & MASH
作詞：MASH、作曲：Shiro SAGISU
2. Komm, süsser Tod [7:51]
歌：ARIANNE
日本語原詩：Hideaki ANNO、英訳：Mike WYZGOWSKI、作曲：Shiro SAGISU
3. II Air [3:22]
作曲：J.S.BACH

### 「魂のルフラン/THANATOS -IF I CAN'T BE YOURS-」
2006年5月24日発売（KICM-3122）
1. 魂のルフラン [5:14]
歌：高橋洋子
作詞：及川眠子、作曲・編曲：大森俊之
  - 東映配給アニメ映画『新世紀エヴァンゲリオン劇場版 シト新生』主題歌
2. THANATOS -IF I CAN'T BE YOURS- [4:50]
歌：LOREN & MASH
3. 心よ原始に戻れ [4:50]
歌：高橋洋子
作詞：及川眠子、作曲：佐藤英敏、編曲：大森俊之
  - 東映配給アニメ映画『新世紀エヴァンゲリオン劇場版 シト新生』イメージソング
4. THANATOS -IF I CAN'T BE YOURS- “Nine Years After Mix” [8:19]
歌：LOREN & MASH
作詞：MASH、作曲・編曲：Shiro SAGISU
5. 魂のルフラン OFF VOCAL VERSION [5:11]

## 参加ミュージシャン
- コーラス：LOREN、Mike WYZGOWSKI
- シンセサイザー：鷺巣詩郎
- ドラムスプログラミング：鷺巣詩郎
- エレクトリックピアノ：クリヤ・マコト
- アコースティックベース：竹下欣伸
- バイオリン：落合徹也、川井郁子、NAOTO
- ヴィオラ：大沼幸江
- チェロ：柏木広樹

## 収録アルバム
| 収録アルバム                                                | 発売日         | 規格品番                                   | バージョン                             | トラック番号         |
| ----------------------------------------------------------- | -------------- | ------------------------------------------ | -------------------------------------- | -------------------- |
| 『THE END OF EVANGELION』                                   | 1997年9月26日  | KICA-370                                   | （原曲）                               | #8                   |
| 『EVANGELION-VOX』                                          | 1997年12月3日  | KICA-382                                   | JAZZY SIDE STICK-MIX                   | #10                  |
| 『LOREN, MASH, HAZEL, DESIRE』                              | 1998年6月26日  | RJXP-01                                    | Nyqi Turntable Opara                   | #14                  |
| 『ANTITHESES』                                              | 1998年8月21日  | KICJ-350                                   | （クリヤ・マコトによるカバー）         | #10                  |
| 『NEON GENESIS EVANGELION: S2 WORKS』                       | 1998年12月4日  | SSX-10025                                  | （原曲）                               | ボーナスディスク-#23 |
| 『SHIRO'S SONGBOOK』                                        | 1999年11月3日  | KICS-753                                   | part1 (piano&verse)                    | #7                   |
| 『SHIRO'S SONGBOOK』                                        | 1999年11月3日  | KICS-753                                   | part2 (orchestral world)               | #8                   |
| 『SHIRO'S SONGBOOK』                                        | 1999年11月3日  | KICS-753                                   | part3 (funk&go)                        | #9                   |
| 『SHIRO'S SONGBOOK』                                        | 1999年11月3日  | KICS-753                                   | part4 (overcome)                       | #10                  |
| 『SHIRO'S SONGBOOK "remixes and more"』                     | 2000年6月21日  | PICL-1205                                  | Ro-JAM Version〜NIQI's Turntable Opera | #12                  |
| 『EVANGELION -THE DAY OF SECOND IMPACT-』                   | 2000年9月13日  | KICA-525                                   | （原曲）                               | #9                   |
| 『EVANGELION -THE BIRTHDAY OF Rei AYANAMI-』                | 2001年3月30日  | KICA-537                                   | （クリヤ・マコトによるカバー）         | #13                  |
| 『Refrain of Evangelion』                                   | 2003年7月24日  | KICA-608                                   | （原曲）                               | #18                  |
| 『NEON GENESIS EVANGELION DECADE』                          | 2005年10月26日 | KICA-718                                   | （原曲）                               | #10                  |
| 『A.T. EVA01 Reference CD』                                 | 2007年12月21日 | SSX-10121                                  | （原曲のリマスタリング）               | #4                   |
| 『ShiroSAGISU OUTTAKES FROM EVANGELION (VOL.1)』            | 2016年7月30日  | KICA-3262                                  | E13 nineteen years after mix           | #6                   |
| 『アニソン録 プラス。』                                     | 2018年8月29日  | KICA-2529〜32                              | （原曲）                               | Disc3-#6             |
| 『NEON GENESIS EVANGELION SOUNDTRACK 25th ANNIVERSARY BOX』 | 2020年10月7日  | KICA-2576〜80                              | （原曲）                               | Disc5-#8             |
| 『EVANGELION FINALLY』                                      | 2020年10月7日  | KICA-92583（ムビチケカード付き） KICA-2583 | （原曲）                               | #4                   |